# 阿爾韋

阿爾韋（西班牙語：Alhué），是智利的城鎮，位於該國中部聖地亞哥首都大區的梅利皮亞省，始建於1755年8月19日，面積845.2平方公里，2002年人口4,435人，人口密度每平方公里5.2人。
34°1′40″S 71°6′59″W / 34.02778°S 71.11639°W